# 满树星
满树星（学名：Ilex aculeolata）是冬青科冬青属的植物，为中国的特有植物。分布于中国的福建、湖南、海南、广东、浙江、广西、湖北、江西、贵州等地，生长于海拔100米至1,200米的地区，多生长在山谷、路旁的疏林中以及灌丛中，目前尚未由人工引种栽培。

## 别名
百介树（广东乐昌、江西吉水）、白杆根、青心木（广西龙胜）、山秤根（江西全南）

## 异名
- Ilex rhamnifolia Merr.